# Paul Katz
Paul Katz (* 16. November 1941) ist ein US-amerikanischer Cellist und Musikpädagoge.

## Leben
Paul Katz war Schüler von Gregor Piatigorsky, János Starker, Bernard Greenhouse, Leonard Rose und Gabor Rejto. 1962 nahm er an der Meisterklasse von Pablo Casals in Berkeley teil. Er gewann Wettbewerbe in München und Genf und nahm drei Mal an Rudolf Serkins Marlboro Music Festival teil. Von 1969 bis 1995 war er Mitglied des Cleveland Quartet, mit dem er mehr als 2500 Konzerte gab und über 70 Aufnahmen u. a. bei RCA Victor, Telarc International, Sony, Philips und Pro Arte einspielte. Er wurde mit zwei Grammy Awards ausgezeichnet und elf Mal für den Preis nominiert. Als herausragend gelten seine Aufnahmen der Cellosonate von Ernst von Dohnányi mit dem Pianisten Barry Snyder und des Streichquintetts von Franz Schubert mit dem Cleveland Quartet und Yo Yo Ma.
Außer Hunderten von Meisterklassen gab Katz Sommerkurse u. a. beim Aspen Festival, der Yale Summer School of Chamber Music, dem Perlman Music Program, beim Schleswig-Holstein Musikfestival, am Banff Center for the Arts und am Steans Institute des The Ravinia Festival. Er unterrichtete zwanzig Jahre an der Eastman School of Music, danach an der Rice University in Houston und ab 2001 am New England Conservatory. Die American String Teachers Association zeichnete ihn als Artist-Teacher 2003 aus. Für seinen lebenslangen Einsatz für die Kammermusik erhielt er den Richard M. Bogomolny National Service Award. Das Eva Janzer Memorial Cello Center der Indiana University ehrte ihn als Chevalier du Violoncelle. 2011 gründete Katz das Internetportal für Cellisten CelloBello.